# كورش أباد (شورآب)
کورش أباد (بالفارسية: کورش‌آباد) هي قرية تقع في إيران في قسم شورآب الريفي. يقدر عدد سكانها بـ 104 نسمة بحسب إحصاء 2016.